# Georgiritt

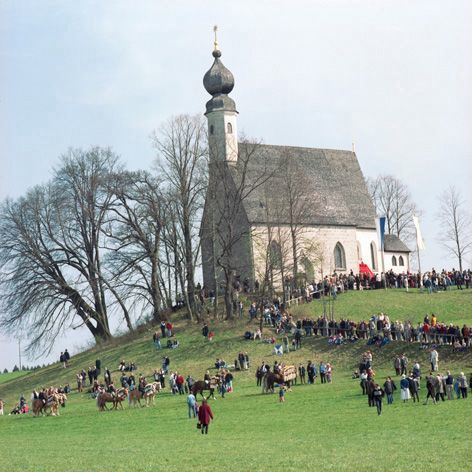
Das Ettendorfer Kircherl in Traunstein, Ziel des Traunsteiner Georgiritts

Georgiritt ist die Bezeichnung für Pferde-Wallfahrten zu Ehren des heiligen Georg, die meist auf jahrhundertealte Traditionen zurückgehen. Sie finden alljährlich in verschiedenen Orten insbesondere in Bayern (vor allem Südostoberbayern), sowie in Österreich statt.
Georgiritte finden häufig rund um den Gedenktag des heiligen Georg (am 23. April) vor allem bei dem heiligen Georg geweihten Kirchen oder Kapellen statt. Festlich geschmückte Pferde und Wagen ziehen zum Gotteshaus, das dann oft (mehrmals) umritten wird. In der Regel wird ein Gottesdienst gefeiert und die Pferde und Reiter gesegnet. Im Anschluss finden oft Geschicklichkeitswettbewerbe (wie das Kranzlstechen) oder historische Aufführungen (wie z. B. Schwertertänze) statt.

## Deutschland

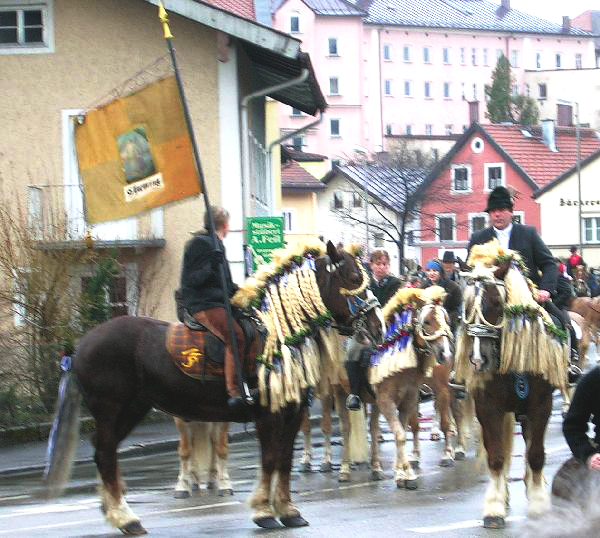
Georgiritt in Traunstein

- Traunstein: Alljährlich am Ostermontag findet, veranstaltet vom St.-Georgs-Verein, der Traunsteiner Georgi-Ritt statt. Festlich geschmückte Pferde (etwa 500 Kalt- und Warmblüter) und Wagen, historische Gruppen und Musikkapellen ziehen vormittags hinauf zum Ettendorfer Kirchlein. Zusätzlich findet ein historischer Schwertertanz statt, der vormittags und nachmittags auf dem Marktplatz aufgeführt wird. Der Georgiritt in Traunstein kann auf eine jahrhundertelange Tradition zurückblicken. Urkundliche Nachweise finden sich für die Jahre 1762 und 1785. Kurzzeitig vom Ordinariat untersagt, wurde ab dem Jahr 1892 der Georgiritt auf Initiative des damaligen Mesners Oswald Fürst wieder durchgeführt. Der Schwertertanz wurde in der heutigen Form 1926 zum ersten Mal aufgeführt. Im Jahr 2016 wurde der Traunsteiner Georgiritt und historische Schwertertanz in das Bundesweite Verzeichnis des immateriellen Kulturerbes eingeschrieben.[1]
- Tüßling: Den Georgiritt in Tüßling im Landkreis Altötting gibt es seit dem Jahr 1888. Im Jahr 1956 wurde er dann eingestellt, bis er 1994 vom Heimatbund Tüßling wiederbelebt wurde. Er findet alle 2 Jahre statt.
- Tittmoning: Alljährlich am Ostermontag findet, veranstaltet vom Georgiverein, der Tittmoninger Georgi-Ritt statt. Auf dem Marktplatz wird zudem ein historischer Schwertertanz vorgeführt.
- Bernbeuren: Seit 1925 findet alljährlich auf dem Auerberg bei Bernbeuren am Sonntag nach dem Namensfest des hl. Georg ein Pferdeumritt statt.
- Effeltrich: Ebenfalls am Ostermontag findet der Georgiritt zu Ehren des Kirchenpatrons der Wehrkirche St. Georg in der Fränkischen Schweiz statt.
- Ruhpolding: Der Ruhpoldinger Georgi-Ritt findet immer am 1. Sonntag im September statt.
- Taufkirchen (Landkreis Mühldorf am Inn): 2014 fand der inzwischen 120. Georgiumritt in Taufkirchen statt.
- Stein-St.Georgen: Der Georgiritt mit anschließender Segnung von Roß und Reitern findet jährlich am zweiten Sonntag im April statt.
- Etzelsbach: Thüringen im Landkreis Eichsfeld gelegene Wallfahrtskapelle, in der alljährlich am zweiten Sonntag nach Mariä Heimsuchung eine Pferdewallfahrt stattfindet
- Senftenberg bei Gunzendorf: Der Georgiritt zur Wallfahrtskapelle fand bereits im 17.–19. Jahrhundert statt, er wurde 1951 wiederbelebt und findet jährlich um das Fest des Patrones Georg statt.
- Pollanten: Der Pferdezuchtverein Jura aus Pollanten veranstaltete am 1. Mai 2007 erstmals einen Georgiritt mit Pferdesegnung durch den katholischen Ortsgeistlichen.
- Heldenstein, Ortsteil Lauterbach: Der dortige Georgiritt findet alljährlich am Ostermontag statt.
- Mittenwald: Der Georgiritt in Mittenwald findet jährlich am letzten Aprilwochenende statt und führt durch den Ort Mittenwald hinauf zum Lautersee.
- Unterbechingen (Gemeinde Haunsheim): Der dortige Georgiritt findet alljährlich an einem Sonntag um St. Georg statt. Veranstaltet wird dieser Ritt von der Pfarrgemeinde Unterbechingen.
- Kammerstein: Der Georgiritt mit anschließendem Pferdesegen geht auf eine Initiative der Pferdefreunde Bechhofen und des evangelischen Ortspfarrers zurück. Er findet immer am letzten Sonntag im April statt. Nach dem Flurritt und dem dreimaligen Vorbeireiten an der Georgskirche folgt die Segnung am Festplatz.
- Kallmuth: Seit 1666, traditionell am 1. Mai.[2]

## Österreich
- Eching – Gemeinde Sankt Georgen bei Salzburg, Salzburg
- Kirchberg – Gemeinde Eugendorf, Salzburg
- Kösslwang – Gemeinde Bad Wimsbach-Neydharting, Oberösterreich
- Micheldorf in Oberösterreich (auf dem Georgenberg; alle 2 Jahre)
- Salzburg (auf der Festung Hohensalzburg)
- Sankt Georgen im Attergau – veranstaltet von der Landjugend St. Georgen im Attergau am Sonntag nach dem Gedenktag des hl. Georg (23. April).
- Sommerholz – Gemeinde Neumarkt am Wallersee, Salzburg
- Thomatal, Salzburg – Detaillierte Informationen mit Bildern vom jährlich stattfindenden Thomataler Georgiritt

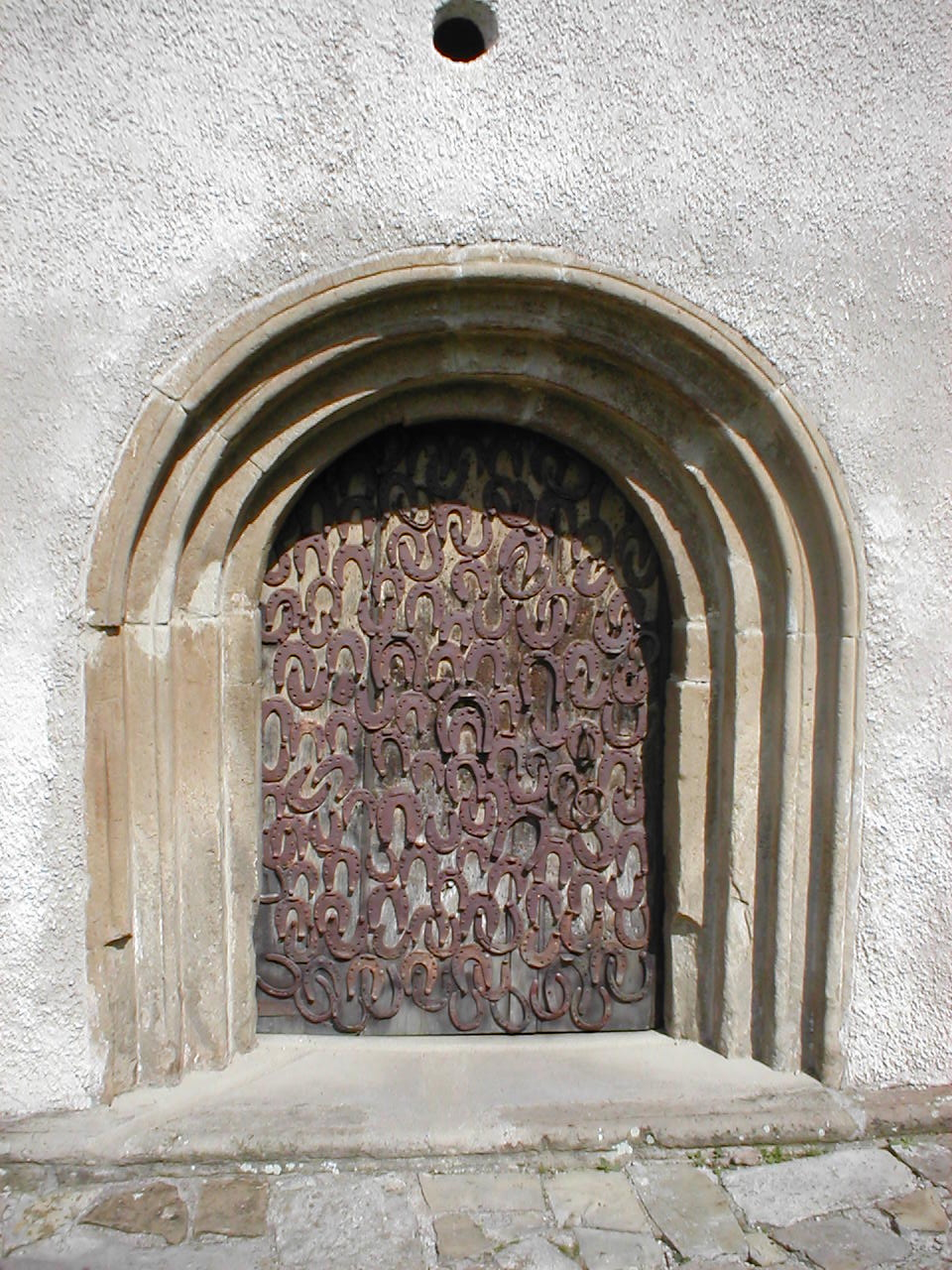
Portal der Gangolfskapelle in Neudenau mit historischen Hufeisen von Georgiritten
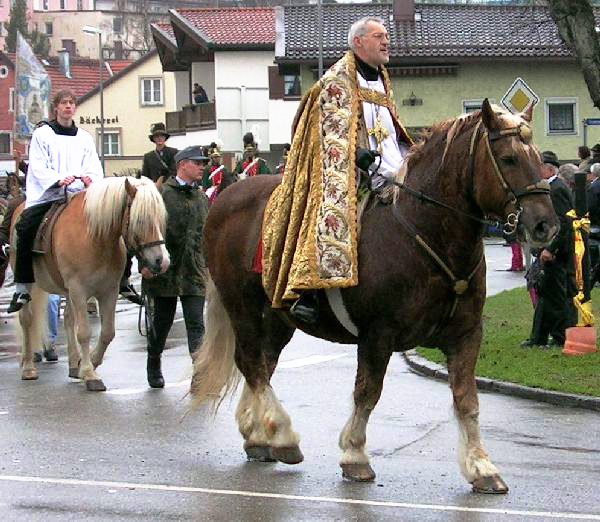
Georgiritt in Traunstein
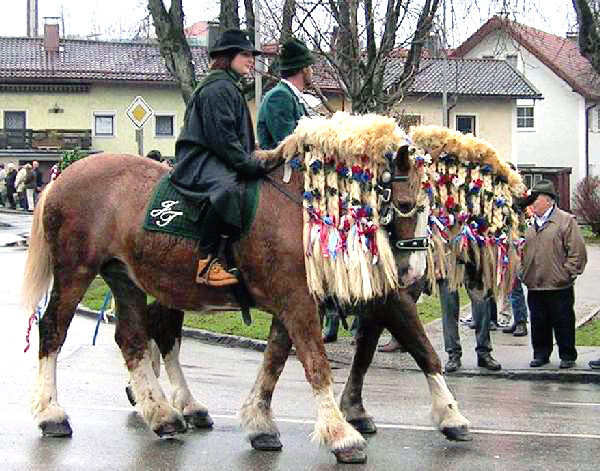
Georgiritt in Traunstein